# Бесідний дім (Брно)
Бесідний дім у Брно — громадська будівля міста Брно. Цей народний будинок був споруджений у 1870–1873 роках за проєктом архітектора Теофіла Хансена у стилі неоренесансу. Спорудження будинку здійснювалося для потреб чеської громади міста для розташування чеських громадських та культурних спілок (у німецької громади Брно був свій центр — Німецький дім). Зараз Бесідний дім — культурна пам’ятка Чеської Республіки. Між 80-ми та 90-ми роками ХХ ст. він був адаптований для потреб державної філармонії Брно, яка й нині займає приміщення. 